# Divali

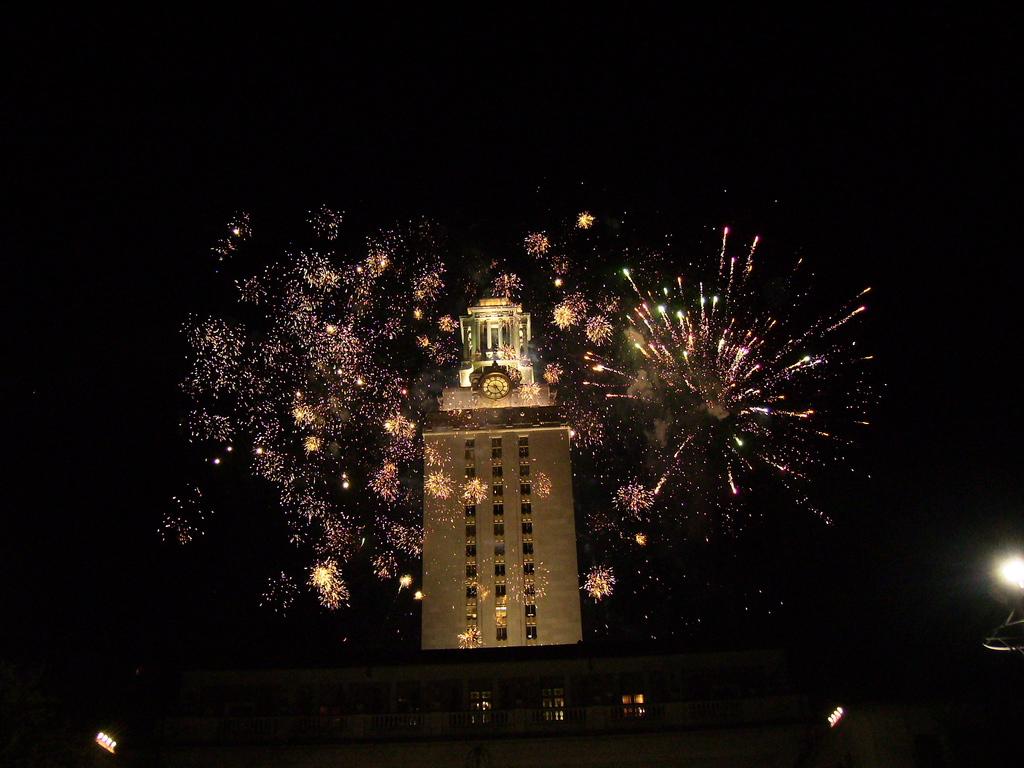
Vuurwerk met Divali

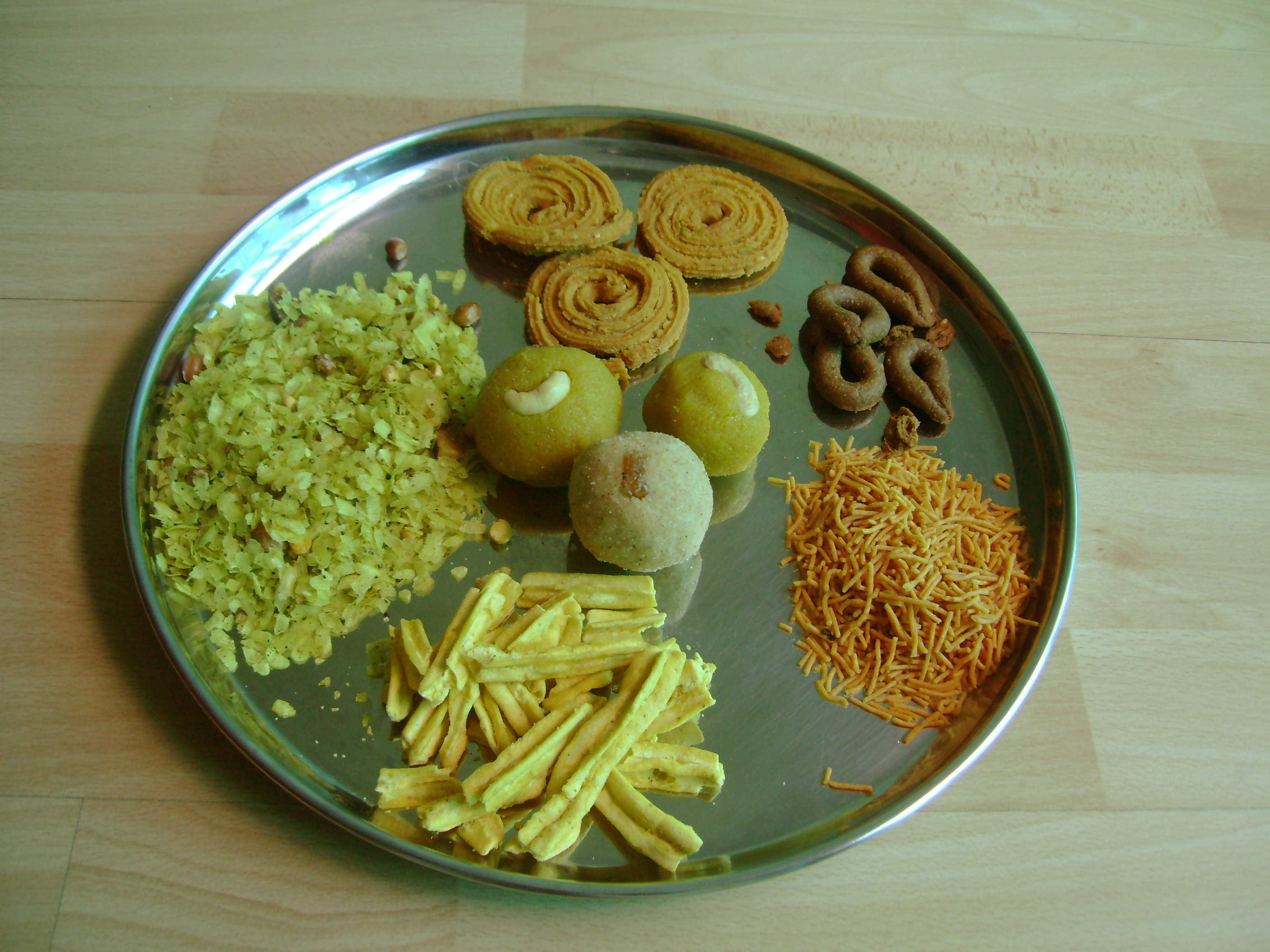
Voedsel voor Divali

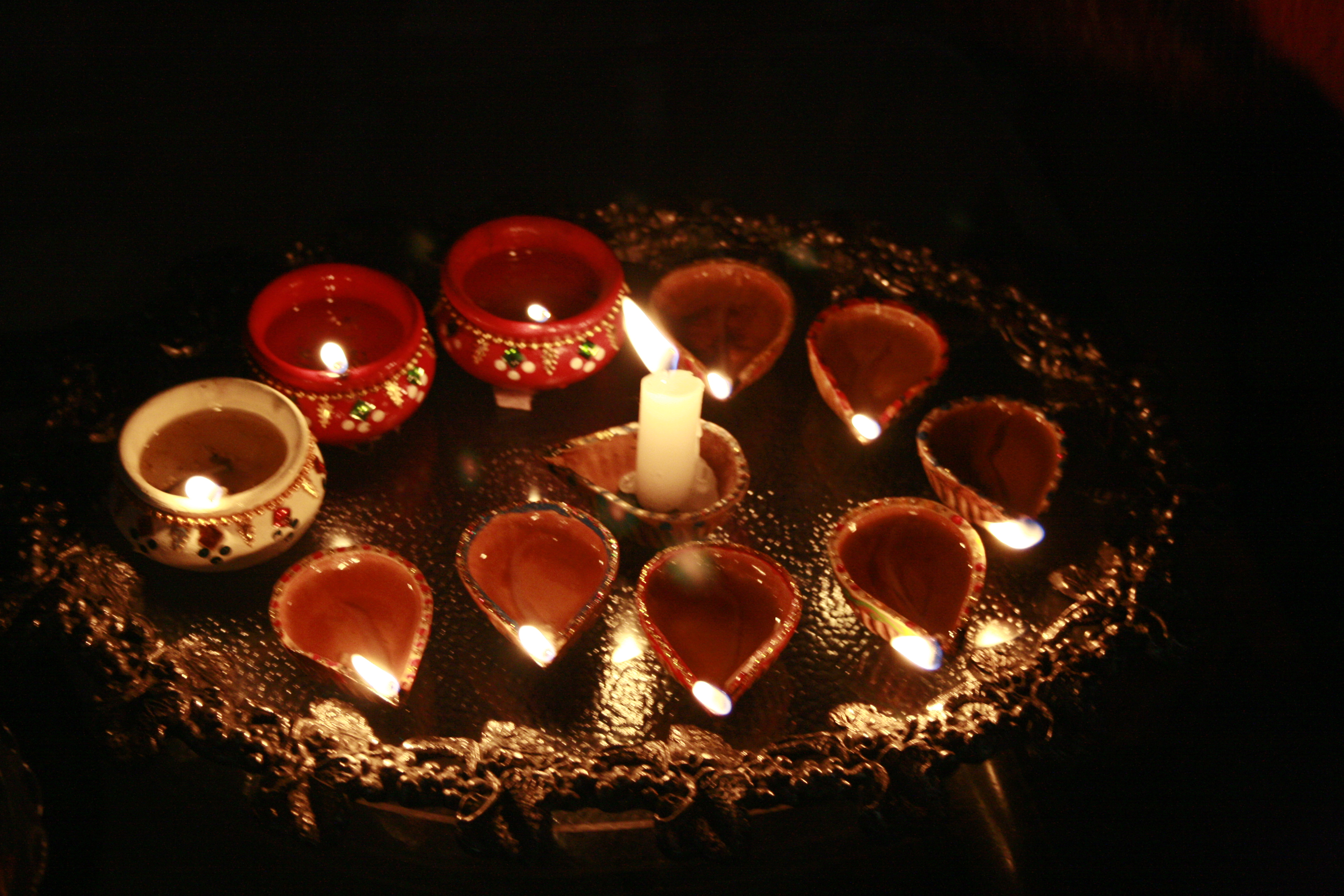
Divali-lampen

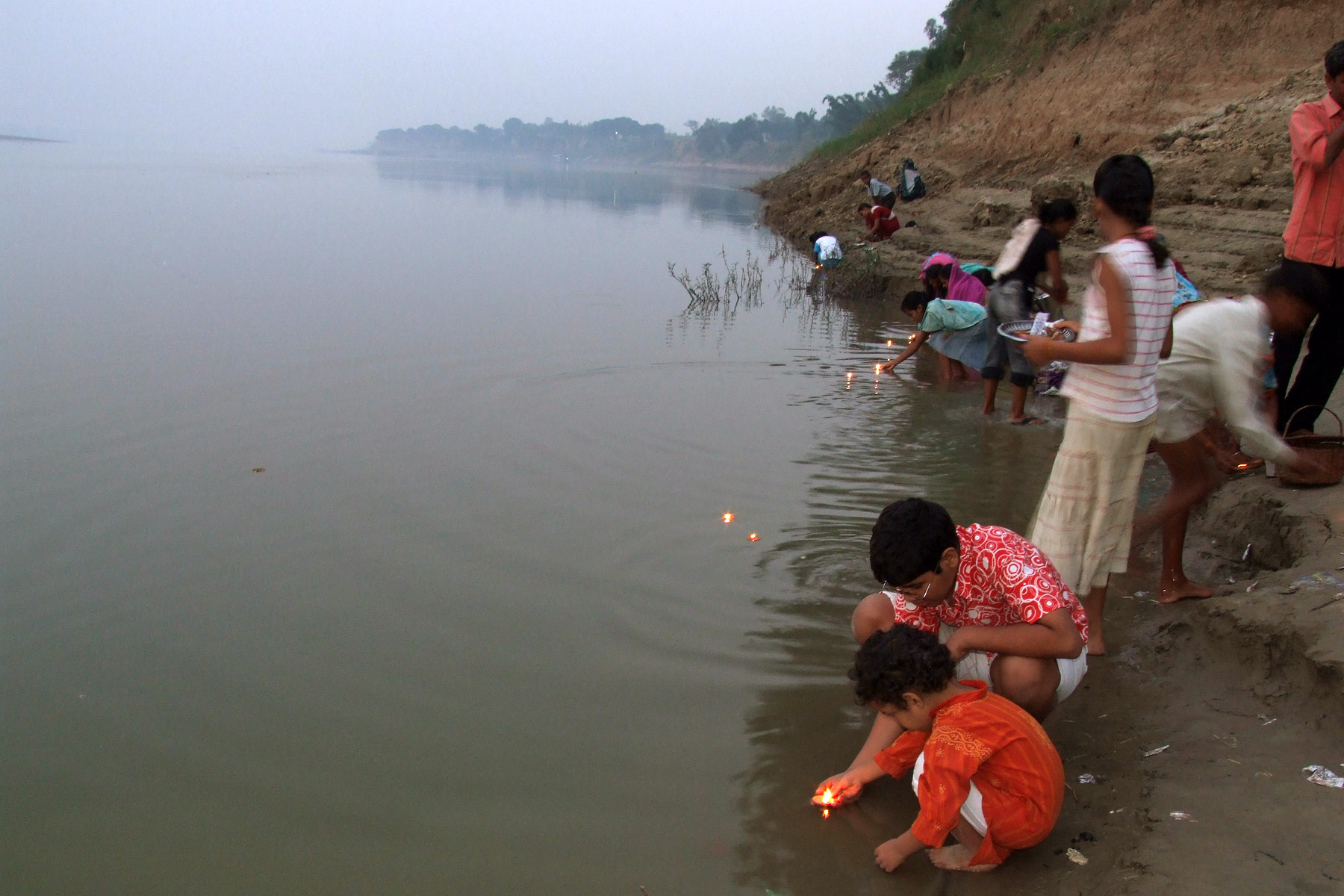
Lampjes op de Ganges

Divali, ook Deepavali, Diwali of Deevali genoemd is een van de belangrijkste feesten in het hindoeïsme en vindt zijn oorsprong in India. Het woord is afgeleid van het Sanskriet dipavali, dat een rij lichtjes betekent. De olielampjes, diya's, traditioneel een kleigebakken lamp, Diya of Dia, met katoen wattenlontje en geklaarde boter (ghee). Tijdens het feest worden dan ook door het huis en op de erven lichtjes aangestoken. Divali, ook bekend als Lichtjesfeest, wordt symbolisch bedoeld als “de overwinning van het goede over het kwade, overwinning van het licht over de duisternis, overwinning van de gelukzaligheid over de onwetendheid”.
Het vieren van dit feest gaat gepaard met het nuttigen van zoetig eten. In India steekt men daarnaast ook vuurwerk af. Divali is een vrolijk feest en wordt vaak gevierd in gezinsverband. Het is een feest voor iedereen, voor jong en oud, man en vrouw, arm en rijk. Divali wordt gevierd om het licht te verwelkomen in het leven. Licht wordt namelijk altijd geassocieerd met succes en hoop. In Suriname is het sinds 2010 een Nationale Dag. Een week lang brandt op het Onafhankelijkheidsplein in Paramaribo de Suriname Dia.

## Andere geloven
Diwali is voornamelijk een hindoefestival, maar variaties van Diwali worden ook gevierd door aanhangers van andere religies. Jains vieren hun eigen Diwali, die de definitieve bevrijding (moksha) van Mahavira herdenkt. Sikhs vieren Bandi Chhor Divas ter gelegenheid van de vrijlating van Goeroe Hargobind uit een Mughal-gevangenis. Onder boeddhisten, wordt Diwali voornamelijk gevierd door de Newar-boeddhisten uit Nepal.

## Datum van Divali
Religieus wordt Divali op vijf aaneensluitende dagen gevierd. Tijdens deze dagen van Divali wordt de overwinning van het licht op de duisternis (symbool voor het goede op het kwade) gevierd. Divali valt elk jaar op een andere dag, aangezien de datum wordt bepaald aan de hand van de hindoekalender.
- 2016: 30 oktober
- 2017: 19 oktober
- 2018: 7 november
- 2019: 27 oktober
- 2020: 14 november[4]
- 2021: 4 november
- 2022: 24 oktober
- 2023: 12 november
- 2024: 1 november
- 2025: 21 oktober

De eerste dag heet Dhan-trayodashi of Dhanteras, deze valt op de 13e dag van de maand Ashvin. Het woord Dhan betekent rijkdom. Deze dag is heel belangrijk voor de samenleving.
De tweede dag is bekend als Chotti Divali (kleine Divali) of Naraka Chaturdasi, deze valt op de 14e dag van de maand Ashvin. De legende relateert deze dag aan koning Bali die de halfgoden gevangen hield.
De derde dag van het feest Divali is de belangrijkste dag van de Lakshmi-puja, die geheel in het teken staat van de godin Lakshmi. Deze dag is ook bekend als Chopada-puja. Deze dag valt op de donkere nacht van Amavasya (donkere helft van de maand). Men gelooft dat op deze voorspoedige dag de god Krishna zijn incarnatie heeft verlaten.
De vierde dag is genaamd Padwa of Varsha-pratipada  die de kroning van de koning Vikramaditya onderstreept. Op deze dag begon ook de Vikram-savat: de jaartelling van de Hindoes.
De laatste van de 5 dagen is bekend als Bhaiya-Dooj, (Bhayyaduj, Bhaubeej en Bhayitika). Tijdens deze dag staat de liefde tussen zus en broer centraal. De broer gaat naar het huis van zijn zus om deze dag te vieren.

## Oorsprong
Tijdens Divali wordt de Hindoe-godin Lakshmi (van het licht, de schoonheid, rijkdom en voorspoed) vereerd. Het feest is echter over heel India verspreid, en door het eeuwenlange isolement zijn er verschillende legenden en verhalen rond het feest gevormd.
Volgens een van de verhalen redde de godheid Vishnoe de godin Lakshmi op de dag van Divali. Een ander verhaal beweert dat de god Krishna de demonische koning Narakaasur op de dag vóór Divali doodde. Volgens de verhalen uit de Veda's/Ramayana viert het divalifeest de terugkeer van Rama en zijn vrouw Sita, na zijn 14-jarige ballingschap. Verder bestaat er ook nog een verwijzing naar de dag dat Bali de onderwereld mocht regeren waarmee hij gehoorzaamheid betoonde aan de opdracht van Vishnoe.

## Rituelen
Er zijn meerdere rituelen rondom Divali.
De mensen én hun huizen horen rein te zijn tijdens Divali; dat wil zeggen zuiver en schoon. Hindoes vasten op de vijf dagen van Divali; dat wil zeggen dat men geen vlees, ei(producten) of ander voedsel eet waarvoor dieren lijden, worden gebruikt of voor worden gedood.
Tijdens het feest wordt veel traditionele zoetigheid gemaakt en rondgedeeld. Divali viert men gewoonlijk in huiselijke kring, maar ook in de Mandir (Hindoe gebedshuis) wordt tijdens Divali een dienst gehouden. Tijdens de derde dag wenst men elkaar, Shubh Divali, wat Gelukkig Lichtjesfeest betekent.

## Milieu
Bovenop de gebruikelijke milieuproblematiek in India, is er tijdens Divali steeds een extreme piek in luchtvervuiling, vooral in de grote steden zoals Delhi.
Zo werd er in 2021 ondanks vuurwerkverboden in Delhi veelvuldig vuurwerk afgestoken.
De rook van het vuurwerk zorgt voor smog die soms dagen blijft hangen. Om de kleuren van het vuurwerk te maken, worden carcinogene en giftige stoffen gebruikt.
Tijdens de festiviteiten in 2023 stond Delhi tijdelijk op de bovenste plek in de lijst van steden met luchtvervuiling volgens de  Air Quality Index, waarbij een score van 680 werd gehaald.